# Schützen am Gebirge
Schützen am Gebirge é um município da Áustria localizado no distrito de Eisenstadt-Umgebung, no estado de Burgenland.